# Careproctus novaezelandiae
Careproctus novaezelandiae és una espècie de peix pertanyent a la família dels lipàrids.

## Hàbitat
És un peix marí i batidemersal que viu entre 800 i 1.000 m de fondària.

## Distribució geogràfica
Es troba al Pacífic sud-occidental: Nova Zelanda.

## Observacions
És inofensiu per als humans.